# رنو توئیزی
توئیزی (به انگلیسی: twizy) نام خودرو الکتریکی است که توسط شرکت رنو طراحی و ساخته شده‌است و کارخانه بین‌المللی آن در شهر والادولید کشور اسپانیا قرار دارد. توئیزی در تاریخ مارس ۲۰۱۲ برای فروش در فرانسه، انگلستان و دیگر نقاط اروپا ارائه شده‌است
این خودرو در سه تیپ ارائه می‌شود که شروع قیمت آن از €۶۹۹۰ تا €۸۴۹۰ می‌باشد. قیمت فروش شامل باتری‌ها نمی‌باشد؛ و باید برای گارانتی تعویض (در صورت خرابی باتری) و اجاره ماهانه یا عدم ظرفیت کافی باتری (در صورت کم شدن عمر مفید باتری)- و کمک‌های کنار جاده‌ای پرداخت شود.
در سال ۲۰۱۲ توئیزی به عنوان پرفروش‌ترین خودرو برقی اروپا دست یافت.
از تاریخ مارس ۲۰۱۲ تا دسامبر ۲۰۱۲ تعداد ۹۰۲۰ تعداد از این خودرو به فروش رفته‌است، بیشترین فروش این خودرو در آلمان، فرانسه و ایتالیا بوده‌است.

## شکل مفهومی

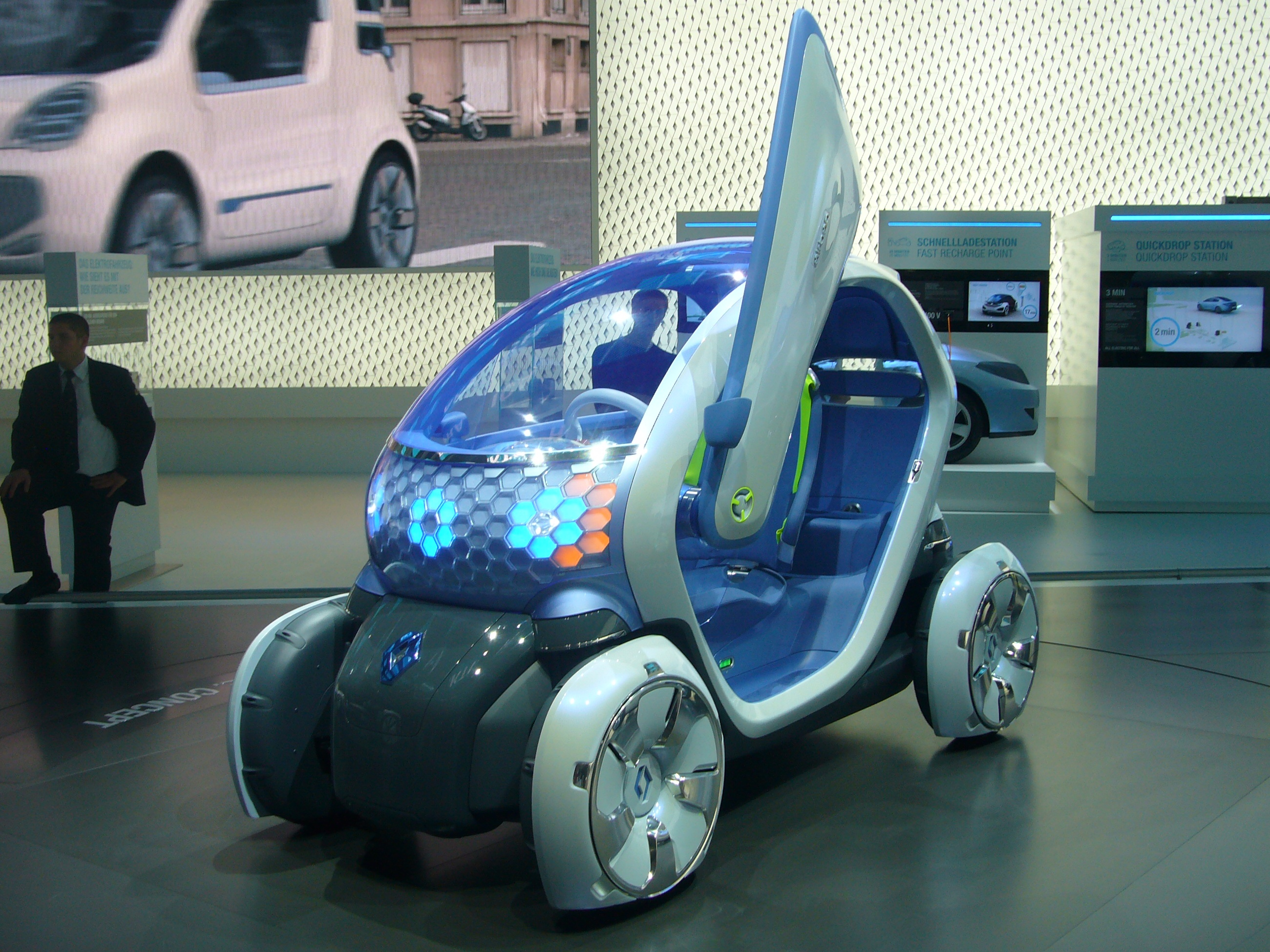
شکل مفهومی خودرو در سال ۲۰۰۹

از شکل مفهومی این خودرو در نمایشگاه فرانکفورت سال ۲۰۰۹ پرده برداری شد.
رنو در ماه مه ۲۰۱۱، اعلام کرد که مدل توئیزی در حال تولید است و پیش ثبت نام را آغاز کرده‌است.
در نوامبر ۲۰۱۰، خودرو ساز ژاپنی نیسان اعلام کرد که مفهومی به نام (New Mobility Concept), یا (NMC) تولید کرده‌است.
زمانی برای تولید این مدل مفهومی مشخص نشده‌است.

### حقوق معنوی
رنو پلت فرم سخت‌افزاری و نرم‌افزاری این مدل را تحت شرایط متن باز در اختیار استارتاپ‌ها، محققان مستقل و خریداران شخصی قرار می‌دهد.

## مشخصات

### ایمنی و ساختار
توئیزی یک وسیله نقلیه در ابعاد بسیار کوچک است که دارای طولی برابر ۲٫۳۲، عرض ۱٫۱۹ و ارتفاع ۱٫۴۶ متر می‌باشد

### باتری

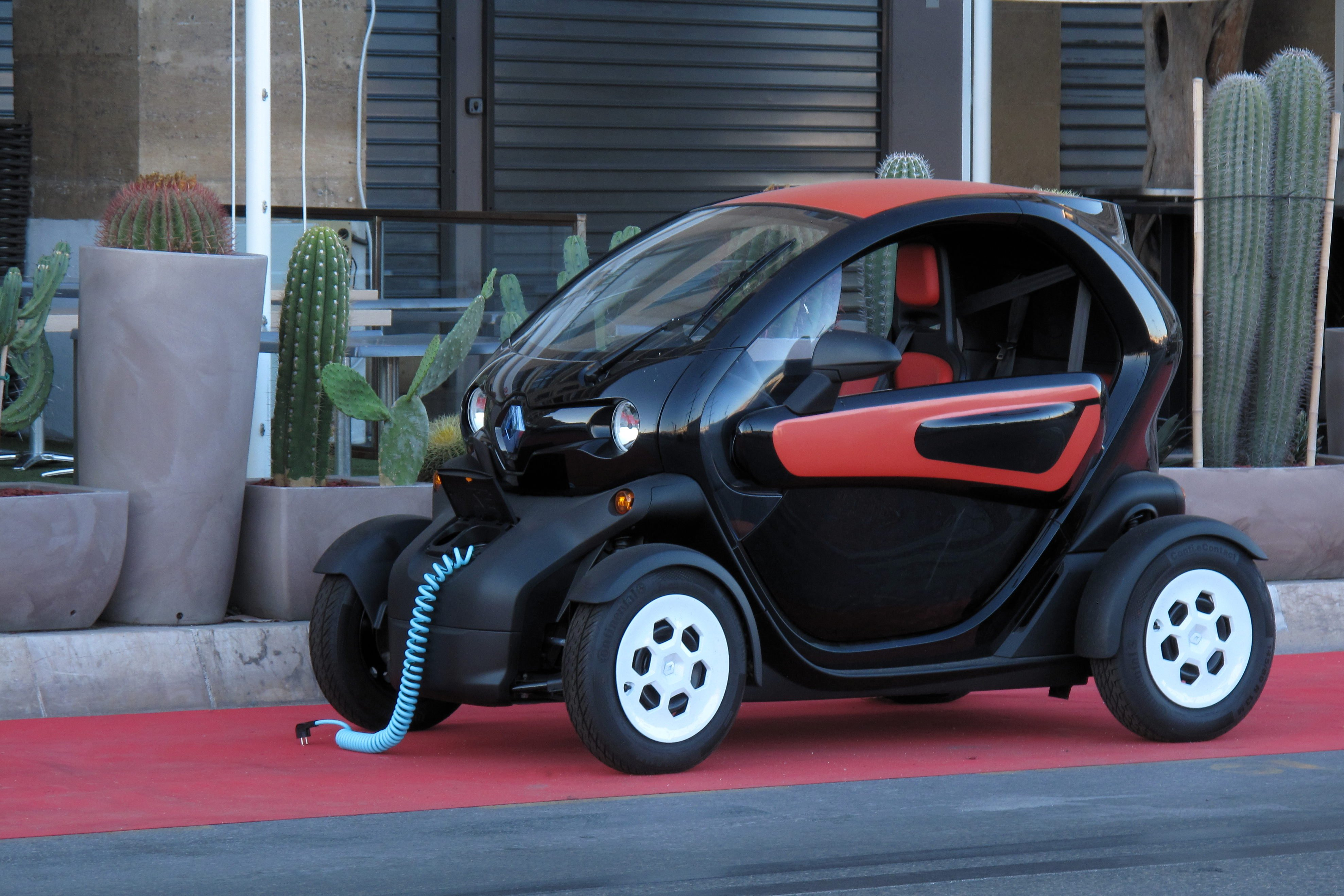
سیم فنری شارژر توئیزی افتاده بر روی زمین

باتری لیتیوم-یون (۶٫۱ کیلووات ساعت)این خودرو زیر صندلی جلو قرار گرفته‌است

## مدل‌ها

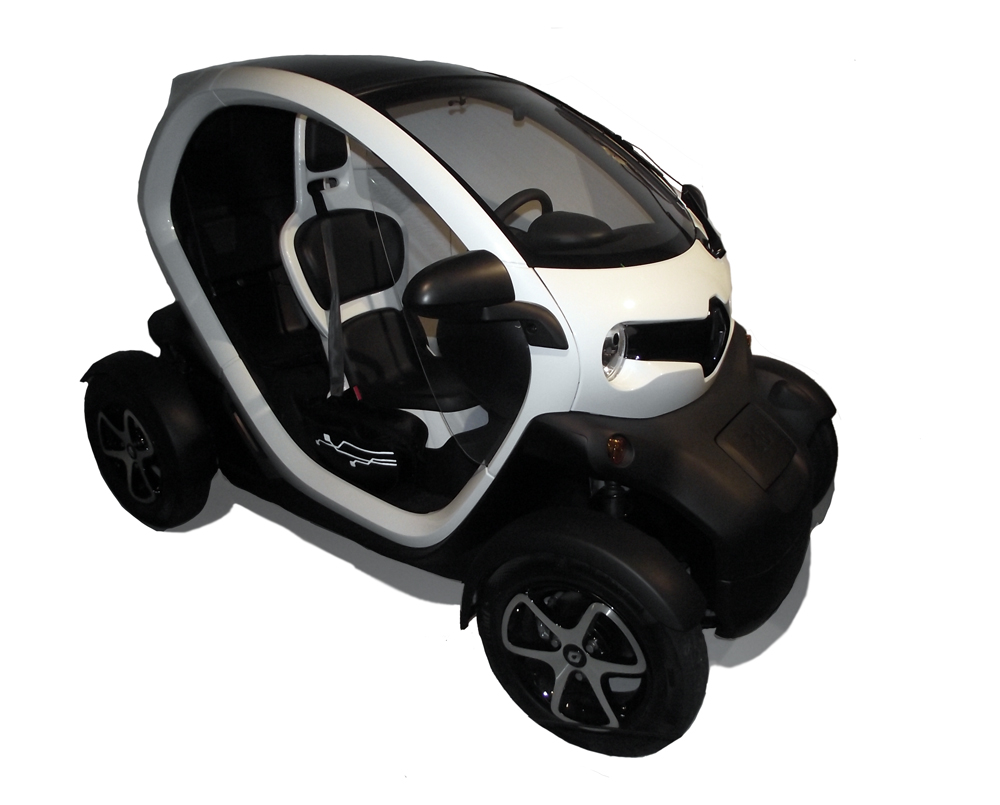
توئیزی در حالت درهای اختیاری

### توئیزی شهری و توئیزی شهری ۴۵
قیمت مدل توئیزی شهری ۴۵ از €۶۹۹۰ (در اروپا) شروع می‌شود و همچنین اجاره ماهانه باتری‌ها €۵۰ می‌باشد.
همچنین در اکثر کشورهای اروپایی افراد ۱۶ سال به بالا بدون گواهینامه رانندگی (فرانسه، ایتالیا، اسپانیا) یا با مجوز موتورگازی (بلژیک، آلمان، هلند، اتریش) می‌توانند با این خودرو رانندگی کنند
موتور این مدل دارای توان ۴ کیلو وات (۵ اسب بخار) و سرعت ۴۵ کیلومتر بر ساعت است

## نگارخانه

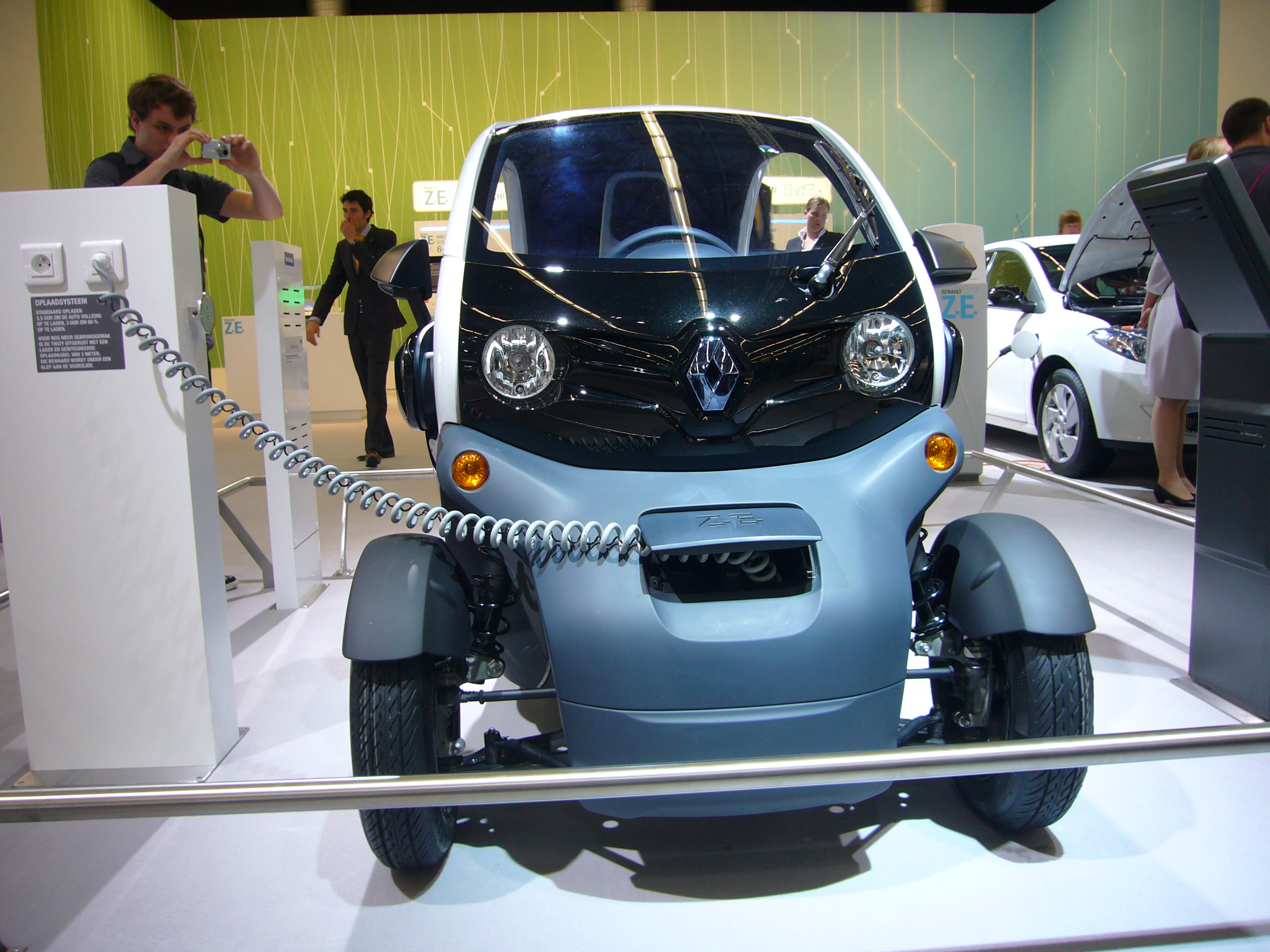
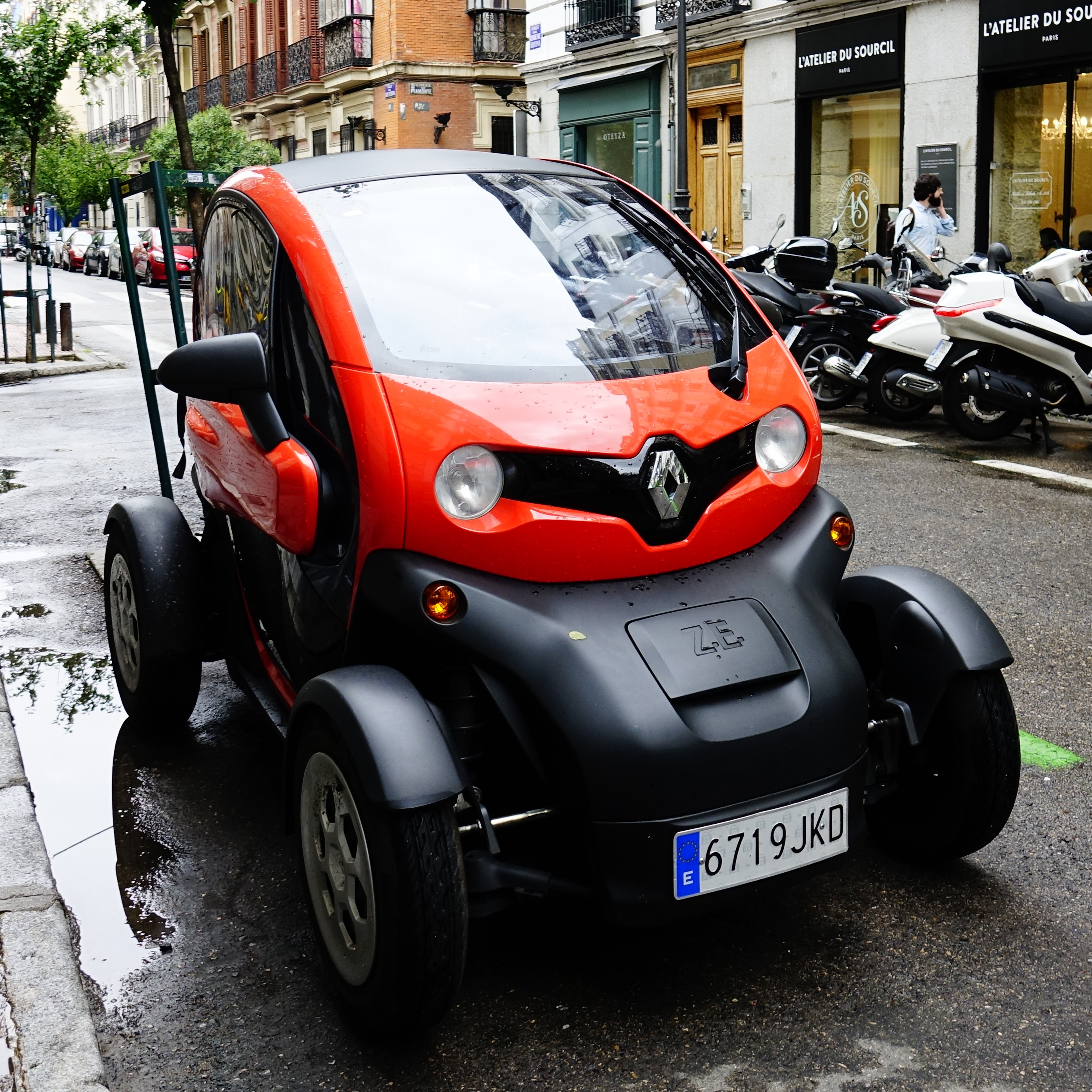
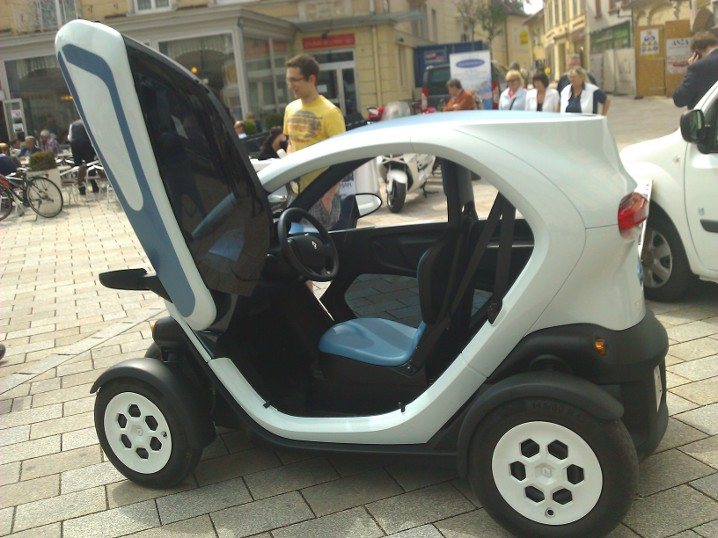
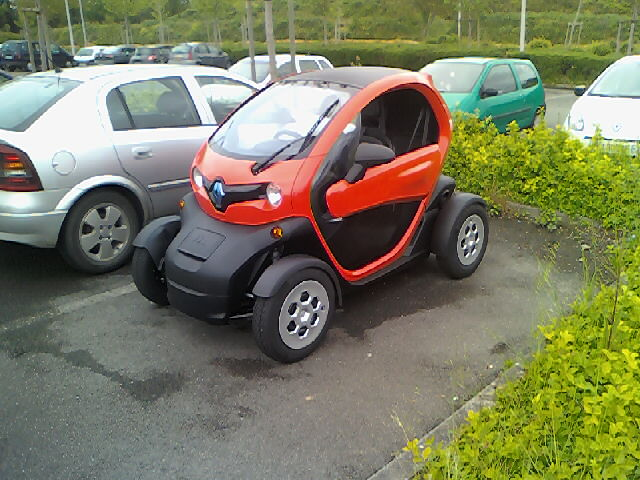
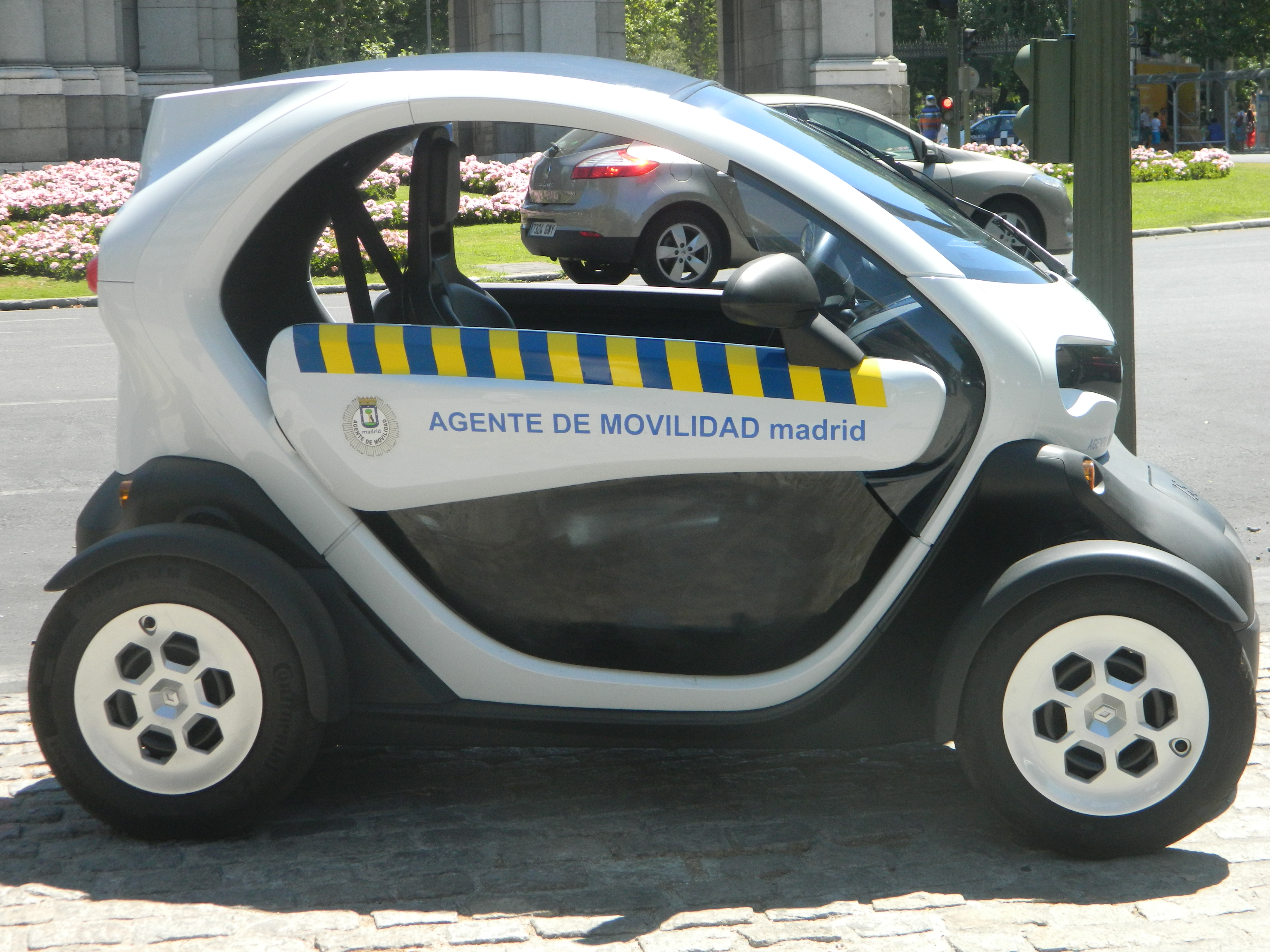
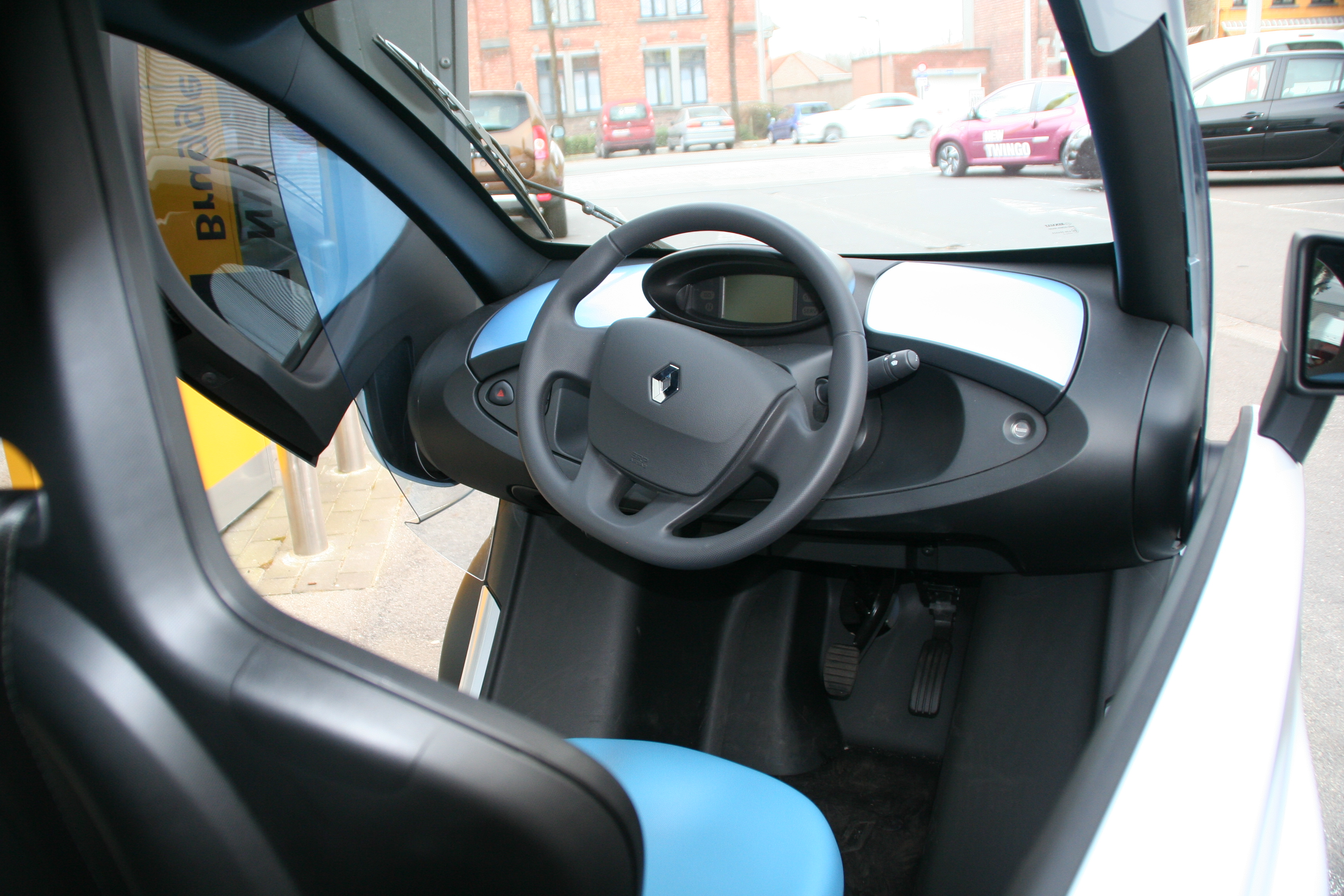
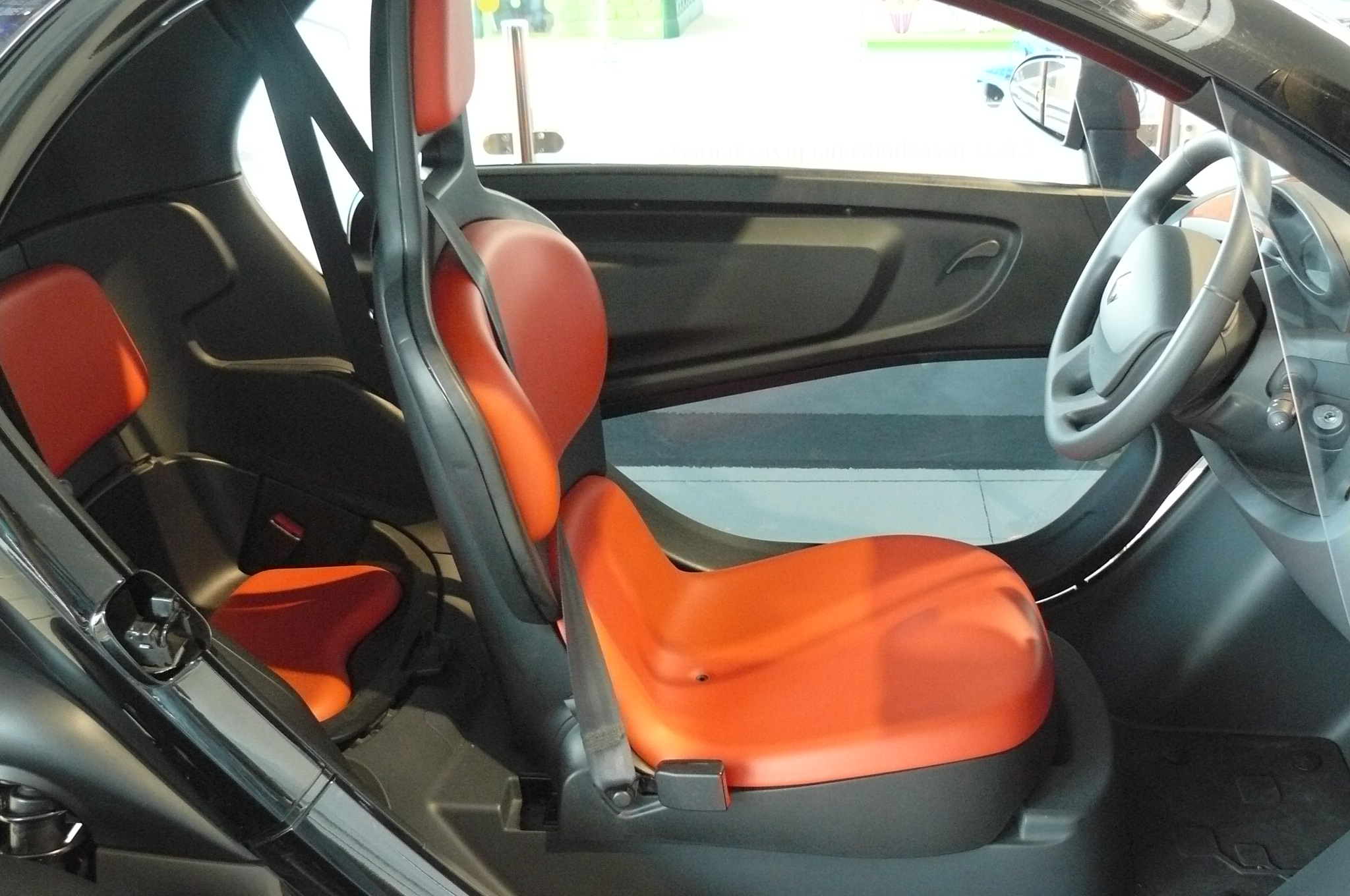

### توئیزی شهری ۸۰
قیمت این مدل در حدود €۷۶۹۰ می‌باشد
موتور این مدل دارای توان ۱۳٫۴ کیلو وات (۱۷ اسب بخار) و سرعت ۸۰ کیلومتر بر ساعت است